# استفانی بلانکوزی
استفانی بلانکوزی (انگلیسی: Stefania Blancuzzi؛ زادهٔ ۱۴ نوامبر ۱۹۸۱) بازیکن فوتبال اهل ایتالیا است.